# Noor Mukadam
Noor Mukadam (en urdu: نور مقدم; Jordània, 23 d'octubre de 1993 – Islamabad, 21 de juliol de 2021) va ser una víctima mortal de la violència de gènere paquistanesa. El 21 de juliol de 2021, la jove que tenia 27 anys, fou assassinada pel seu amic, Zahir Jaffer, que la va decapitar després de torturar-la. El fet que fos filla de Shaukat Mukadam, un antic diplomàtic de Paquistan, i l'assassí membre d'una família benestant, va donar més ressò a l'assassinat ja que la violència masclista i aquesta mena d'actes no són inhabituals al país. Arran de la seva mediatització l'acte commogué de manera intensa la societat paquistanesa que es va manifestar a molts indrets de l'estat.